# The Skerries, Wales
The Skerries är en grupp skär i Storbritannien.   De ligger 3 km utanför det nordvästra hörnet av ön Anglesey i Wales. Närmaste större samhälle är Holyhead, 12 km söder om The Skerries. 